# Club de Remo Zarauz
Zarauzko Arraun Elkartea (ZAE) es un club de remo de la localidad guipuzcoana de Zarauz (País Vasco, España).

## Historia

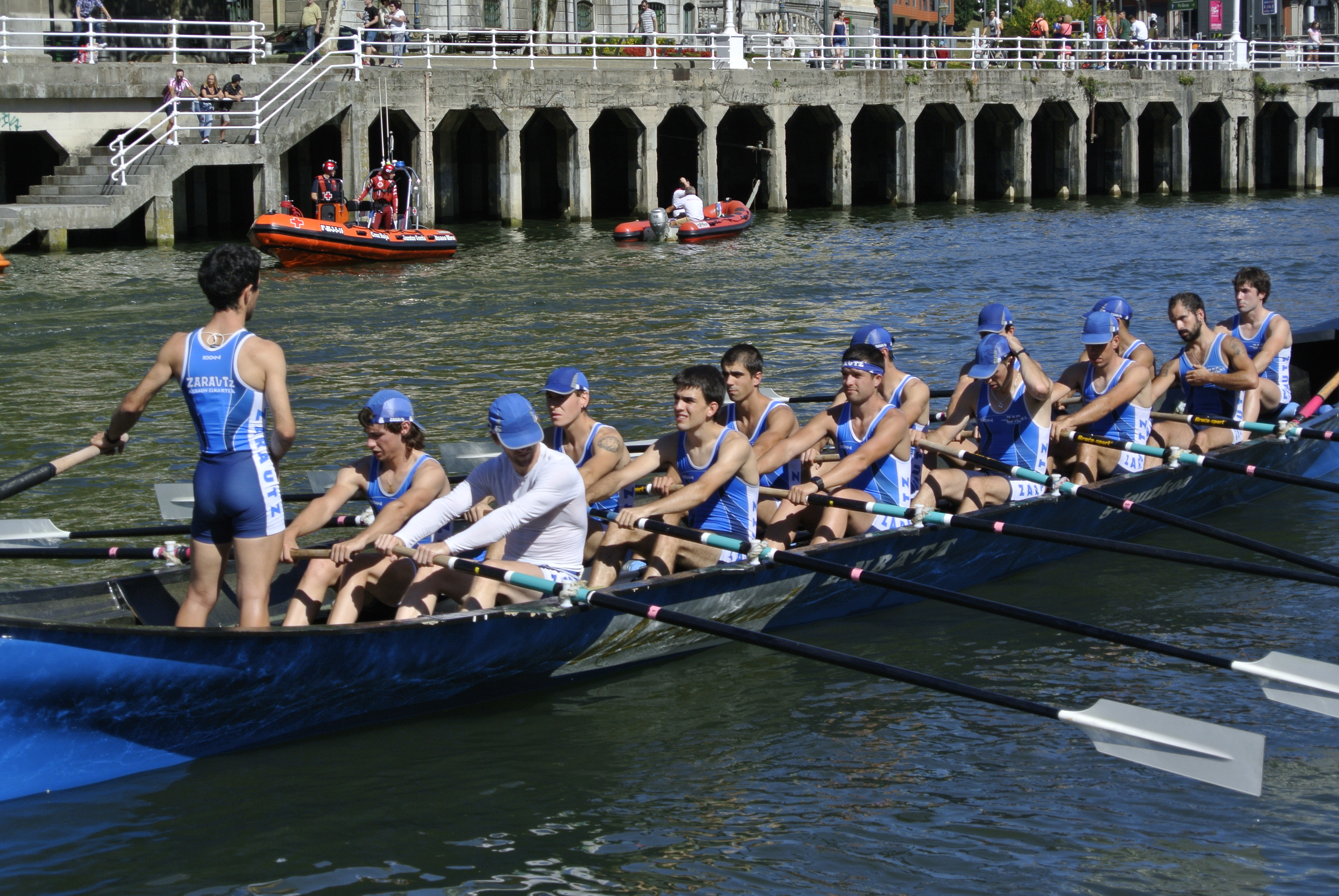
Zarautz Arraun Elkartea en Bilbao, última jornada de la liga ARC-1

Su principal trainera es la Enbata ("galerna" en euskera) y su color es el azul. Compite también en otras modalidades del remo como en bateles o en trainerillas, todas estas en banco fijo. 

## Palmarés
- 1 Campeonato de Guipúzcoa de Traineras: 2007.
- 2 Campeonatos de Guipúzcoa de trainerillas: 2007, 2008.
- 1 Campeonato del País Vasco de Bateles: 2008.
- 1 Campeonato del País Vasco de Trainerillas: 2008.
- 2 Campeonatos de Guipúzcoa de Bateles: 2008, 2009.
- 1 Bandera de Zumaya: 1996.
- 1 Bandera Ría del Asón: 1998.
- 1 Bandera de Zumaya: 2007.
- 1 Bandera Fegemu: 2019.
- 1 Bandera Adegi: 2019.
- 1 Bandera de San Juan de Luz: 2019.
- 1 Bandera de Plencia: 2019.
- 1 Bandera Donostiarra: 2019.
- 1 Bandera de Elanchove: 2022.

- Datos: Q2980123
- Multimedia: Zarautz Arraun Elkartea / Q2980123